# María II de Inglaterra
María II de Inglaterra (Palacio de St. James, Londres; 30 de abril de 1662-Palacio de Kensington, Londres; 28 de diciembre de 1694), fue reina de Inglaterra, Escocia e Irlanda desde 1689 hasta su muerte, gobernando junto con su marido y primo, Guillermo III. Al mismo tiempo, fue, por matrimonio, princesa consorte de Orange y condesa consorte de Nassau desde 1677 hasta su muerte. 
Educada en la religión protestante, subió al trono después de la Revolución Gloriosa que dio lugar a la deposición de su padre, el rey católico Jacobo II.
La historia popular generalmente se refiere al reinado conjunto como «el de Guillermo y María». Aunque era la soberana por derecho de sangre, cedía a Guillermo la mayor parte del poder cuando este se encontraba en Inglaterra. Sin embargo, dirigía el reino cuando su marido se encontraba en campañas militares en el extranjero, demostrando ser una gobernante poderosa, firme y eficaz. Fue muy activa en la Iglesia anglicana, que dirigió como su gobernadora suprema. Aunque oficialmente compartió el poder con su marido, en gran parte lo ejerció sola.

## Primeros años

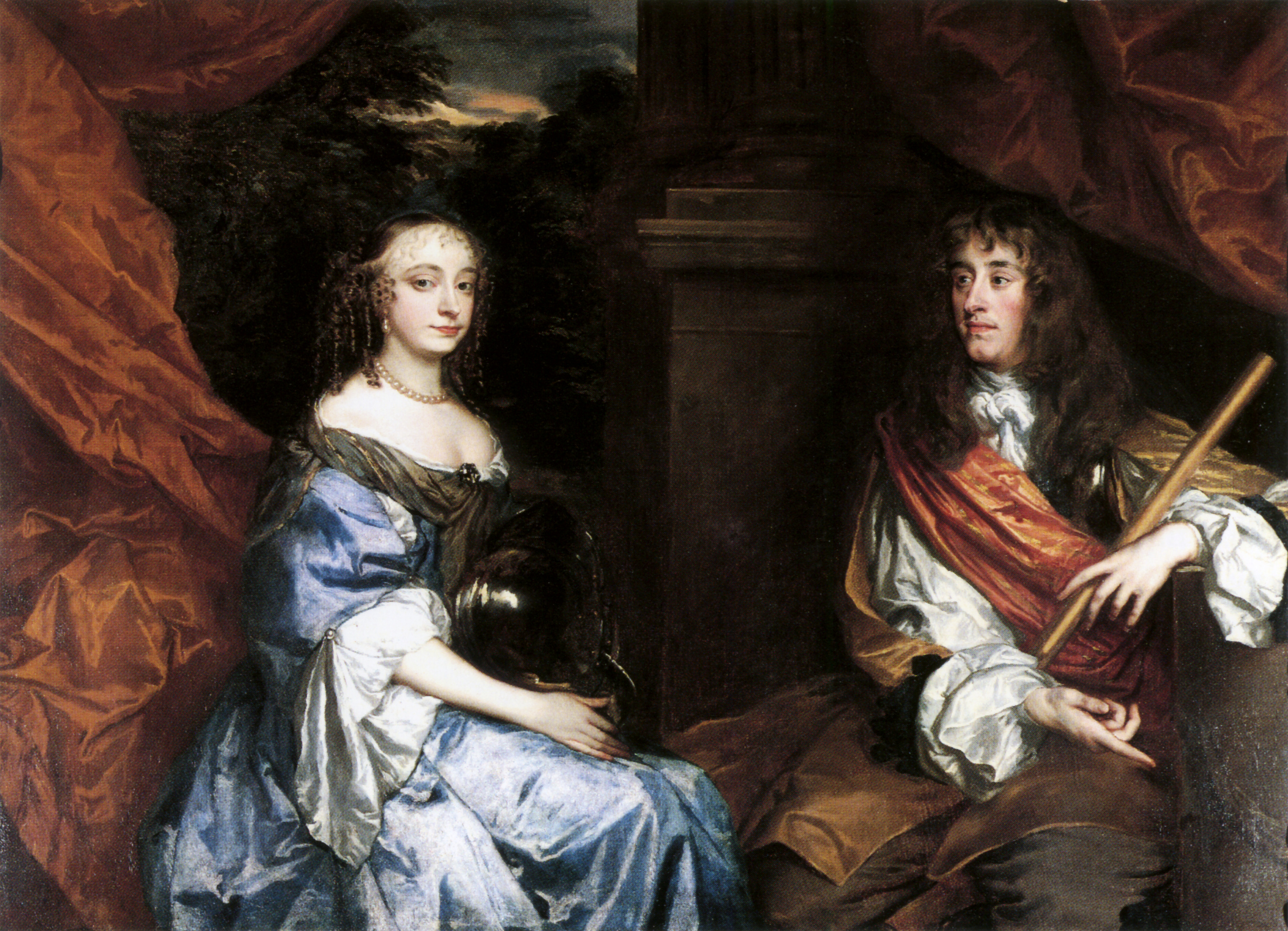
Jacobo II/VII y Ana Hyde los padres de María en 1660 por Sir Peter Lely.

María nació el 30 de abril de 1662 en el palacio de St. James en Londres, fue la hija mayor de Jacobo, duque de York —futuro Jacobo II de Inglaterra— y de su primera esposa, lady Ana Hyde. Era sobrina de Carlos II y nieta de Edward Hyde, primer conde de Clarendon, quien durante mucho tiempo fue el consejero principal del rey. Aunque su madre tuvo ocho hijos, solo María y su hermana menor, Ana, sobrevivieron hasta la edad adulta.
El duque de York se convirtió al catolicismo en 1668 o 1669, pero sus hijas tuvieron una educación protestante de conformidad con la orden de Carlos II. La madre de María murió en 1671 y su padre volvió a casarse en 1673, tomando como su segunda esposa a la princesa católica María de Módena, también conocida como María Beatriz d'Este.
Según el escritor y periodista Michael Farquhar, antes de contraer matrimonio la joven princesa escribió muchas cartas apasionadas a Frances Apsley, quien era hija del encargado de los halcones de Jacobo II, aunque su interés nunca fue correspondido.
A los quince años de edad se comprometió con el estatúder protestante Guillermo, príncipe de Orange, que era hijo de su tía, la princesa María Enriqueta Estuardo, y del príncipe Guillermo II de Orange-Nassau. Carlos II se opuso al principio a la alianza con un gobernante neerlandés —hubiera preferido casar a María con el heredero al trono francés, el delfín Luis, para lograr una alianza entre Inglaterra y la católica Francia, reforzando las probabilidades de un sucesor católico al trono inglés—. Finalmente, bajo la presión del Parlamento y debido a que una coalición con Francia no era ya políticamente favorable, aprobó la unión. Presionado también por el Parlamento, el duque de York aceptó el matrimonio, creía que de esta forma mejoraría su popularidad entre los protestantes. María y Guillermo se casaron en Londres el 4 de noviembre de 1677, según algunos reportes, la novia lloró durante toda la ceremonia.
Después de su matrimonio se fue a los Países Bajos, donde vivió como consorte de Guillermo. Aunque estaba dedicada a su marido, la pareja era habitualmente infeliz; sus tres embarazos acabaron en abortos o mortinatos y la ausencia de hijos sería la mayor fuente de tristeza en la vida de María. Su naturaleza animada y buen talante la hicieron popular entre los neerlandeses, pero su marido era a menudo frío y negligente y mantuvo durante mucho tiempo una relación con una de sus damas de honor, Isabel Villiers, aunque con el tiempo llegó a sentirse más relajado en compañía de su esposa.

## La Revolución Gloriosa

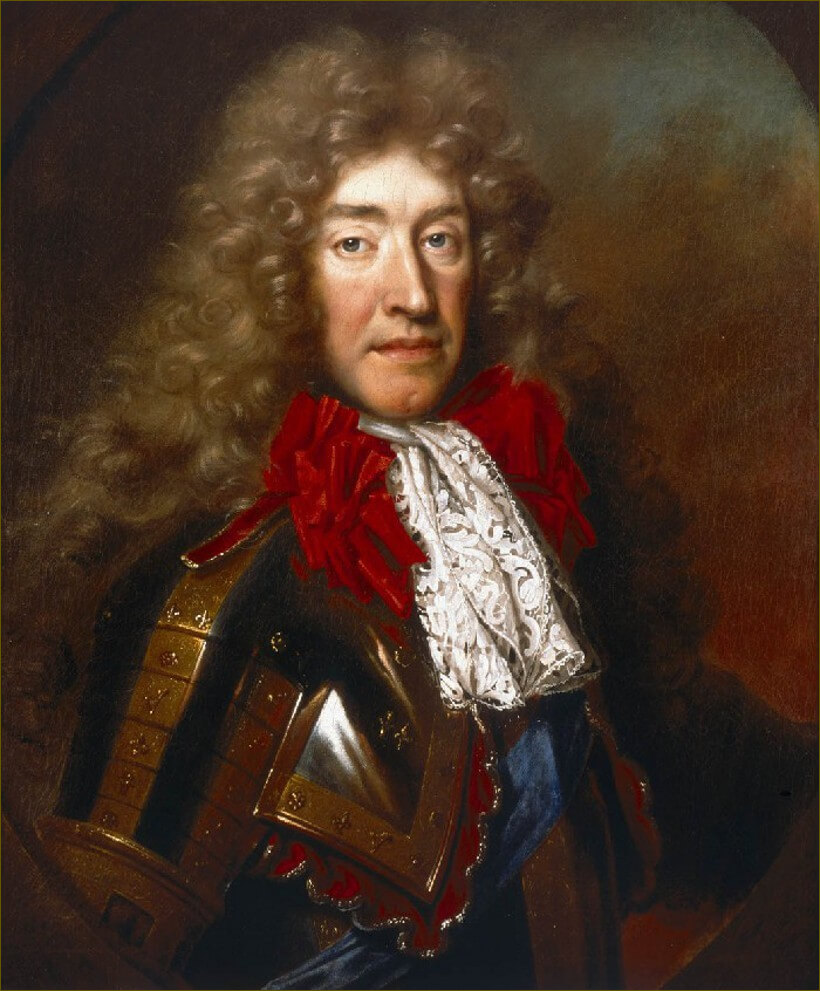
Jacobo II de Inglaterra y VII de Escocia, padre de María.

A la muerte de Carlos II sin descendencia legítima en 1685, el duque de York le sucedió como rey Jacobo II de Inglaterra e Irlanda —y como Jacobo VII de Escocia—. El nuevo monarca adoptó una controvertida política en relación con la religión; su tentativa de conceder libertad religiosa a los que no eran anglicanos no fue bien recibida, ya que la técnica que eligió para conseguir sus objetivos fue anular las leyes del Parlamento mediante decretos reales. Algunos políticos y nobles protestantes entraron en negociaciones con el marido de María desde 1687. Después de que Jacobo tomara la medida de forzar a los clérigos anglicanos a leer en sus iglesias la Declaración de Indulgencia —que concedía libertad religiosa a los disidentes— en mayo de 1688, su popularidad decayó. La alarma entre los protestantes aumentó cuando la esposa de Jacobo, María de Módena, dio a luz un hijo —Jacobo Francisco Eduardo— en junio de ese mismo año, porque, a diferencia de María y Ana, este niño sería criado como católico. Algunos alegaron que el muchacho no era en realidad hijo del rey, sino que fue llevado secretamente a la habitación de la reina, para sustituir a su bebé nacido muerto. Aunque no había evidencia para apoyar este argumento, María cuestionó públicamente la legitimidad del niño, enviando una incisiva lista de preguntas a su hermana Ana, en referencia a las circunstancias del nacimiento.
El 30 de junio de 1688, «los Siete Inmortales» solicitaron secretamente a Guillermo III —que estaba en los Países Bajos con María— venir a Inglaterra con un ejército. Al principio Guillermo permaneció renuente, estaba celoso de la posición de su esposa como heredera de la Corona inglesa y temía que se volviera más poderosa que él. María convenció a su marido de que no le interesaba tener poder político, diciéndole «que no sería más que su esposa y que haría todo lo que estuviera en su poder para convertirlo en rey vitalicio». Guillermo acordó entonces invadir y emitió una declaración en la que se refirió al hijo recién nacido de Jacobo como «el supuesto príncipe de Gales». También manifestó una lista de agravios cometidos por los ingleses y declaró que su propuesta expedición era con el único objetivo de «mantener instalado un parlamento libre y legal». El ejército neerlandés finalmente llegó a tierras inglesas el 5 de noviembre, después de haber regresado previamente a causa de una tormenta ocurrida en octubre. El ejército y la marina ingleses que estaban disgustados se acercaron a Guillermo, la confianza de los ingleses en Jacobo estaba tan deteriorada que no intentaron salvar a su rey. El derrotado monarca intentó escapar el 11 de diciembre, pero fue interceptado. Una segunda tentativa de fuga el 23 de diciembre resultó exitosa, Jacobo escapó a Francia, donde vivió en el exilio hasta su muerte.
Las circunstancias que rodearon la deposición de su padre alteraron a María, pero Guillermo le ordenó parecer alegre en su llegada triunfante a Londres. Por lo que fue criticada por parecer fría ante la grave situación de su padre. Jacobo también escribió una diatriba en la que criticaba su deslealtad, acción que afectó profundamente a la piadosa María.
La Convención Parlamentaria convocada por el príncipe de Orange se reunió en enero de 1689 y hubo mucha discusión referente al curso de acción a seguir. Guillermo se sentía inseguro sobre su posición, deseaba ser considerado rey y no un mero consorte. El único precedente para una monarquía conjunta databa del siglo XVI, cuando la reina María I se casó con el príncipe español Felipe —futuro rey Felipe II de España— y fue estipulado que este tomaría el título de rey. Aunque Felipe solo ostentó el título en vida de su esposa y le impusieron restricciones a su poder; Guillermo exigió seguir siendo rey, incluso después de la muerte de su esposa. Cuando algunos estadistas prominentes propusieron hacerla gobernante única, María, leal a su marido, rechazó la propuesta.
El Parlamento aprobó la Declaración de Derechos el 13 de febrero de 1689, en la que se consideraba que Jacobo, con su intento de fuga del 11 de diciembre de 1688, había abdicado al gobierno del reino y que el trono había quedado vacante. El Parlamento no ofreció la corona al hijo mayor de Jacobo II, Jacobo Francisco Eduardo —quién habría sido en circunstancias normales el heredero aparente—, sino a Guillermo y a María como soberanos en conjunto. Sin embargo, se introdujo la condición de que «el ejercicio único y completo del poder real, será solamente ejecutado por el dicho príncipe de Orange, a nombre de los citados príncipe y princesa durante su vida juntos». La declaración fue ampliada más tarde, para excluir del trono no solo a Jacobo y sus herederos —distintos de Ana—, sino a todos los católicos, dado «que se ha encontrado por experiencia, que es incoherente con la seguridad y el bienestar de este reino protestante, ser gobernado por un príncipe papista».
El obispo anglicano de Londres, Henry Compton, coronó juntos a Guillermo y a María en la abadía de Westminster el 11 de abril de 1689. Normalmente el arzobispo de Canterbury realizaba las coronaciones, pero el arzobispo de ese tiempo, William Sancroft, aunque anglicano, rehusó reconocer la deposición de Jacobo II. El día de la coronación, la Convención de los Estados de Escocia, que estuvo más dividida que el Parlamento inglés, finalmente declaró que Jacobo no era más rey de Escocia. Ofrecieron a Guillermo y María la independiente Corona escocesa —los dos reinos estuvieron separados hasta que se aprobó la Ley de Unión de 1707—, que aceptaron el 11 de mayo.
Incluso después de la declaración, todavía había apoyo sustancial a Jacobo en Escocia. El vizconde de Dundee formó un ejército y obtuvo una convincente victoria en Killiecrankie el 27 de julio. Las enormes pérdidas sufridas por las tropas de Dundee, junto con una herida fatal que recibió al principio de la batalla, sirvieron para eliminar la única resistencia eficaz a Guillermo y los levantamientos fueron rápidamente aplastados cuando sufrieron una resonante derrota el siguiente mes en la batalla de Dunkeld.

## Reinado

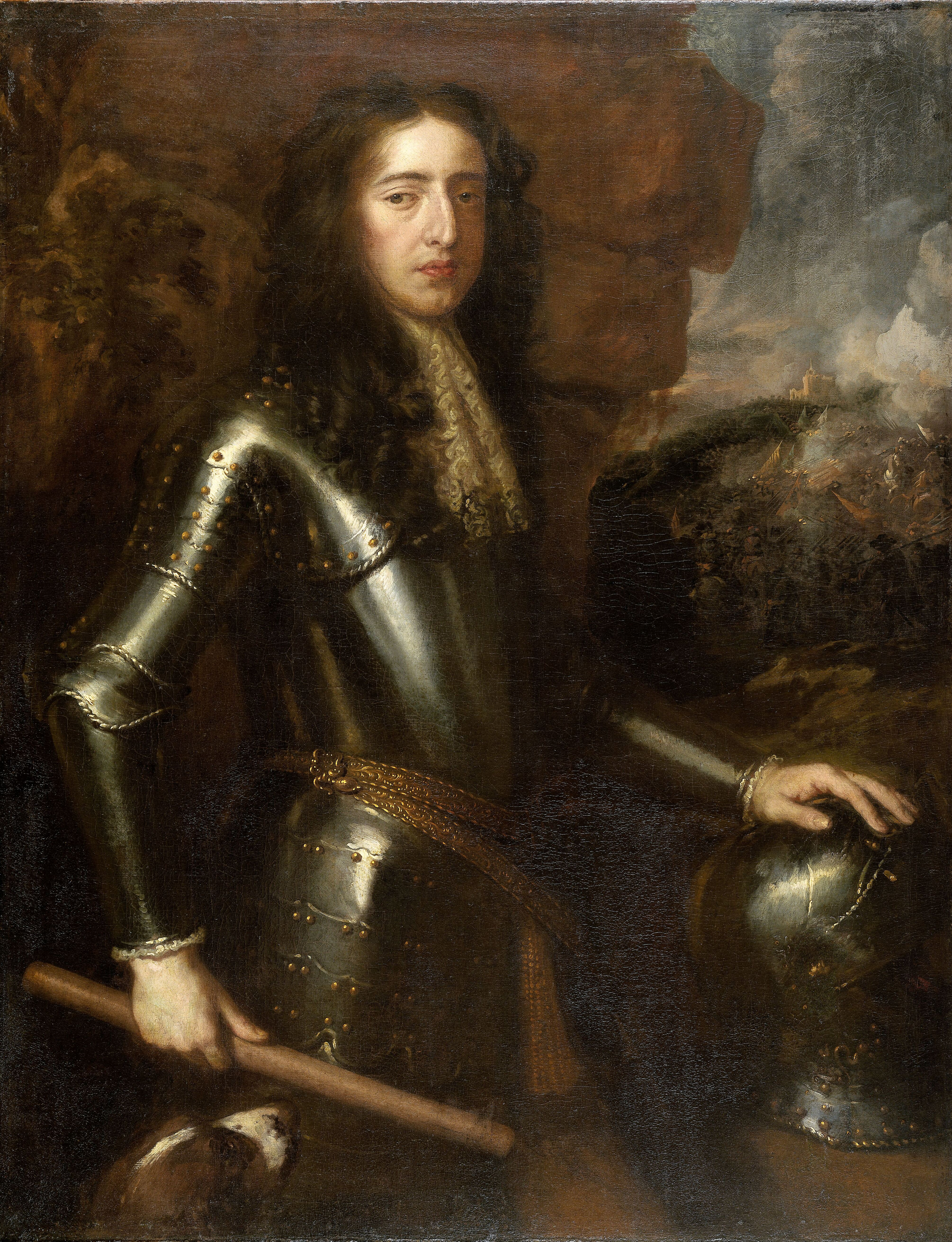
Guillermo III de Inglaterra y II de Escocia, a los 27 años, por Peter Lely.

En diciembre de 1689, el Parlamento aprobó uno de los documentos constitucionales más importantes en la historia inglesa, la Declaración de Derechos. Esta medida —que reformuló y confirmó muchas de las disposiciones de la anterior Declaración de Derechos— estableció restricciones en las prerrogativas reales; declaró, entre otras cosas, que el soberano no podría:  suspender las leyes aprobadas por el Parlamento, crear impuestos sin el consentimiento parlamentario, vulnerar el derecho a presentar una solicitud, levantar un ejército armado durante tiempo de paz sin consentimiento parlamentario, negar el derecho de llevar armas a los súbditos protestantes, interferir indebidamente en las elecciones parlamentarias, castigar a los miembros de cualquier Cámara del Parlamento por cualquier cosa dicha durante los debates, requerir fianza excesiva o infligir castigos crueles o insólitos. La Declaración de Derechos también trató la cuestión de la sucesión al trono.
Después de la muerte de Guillermo III o de María II, el otro debía seguir reinando. Después en la línea de sucesión seguía cualquier hijo de ambos, seguido por Ana, la hermana de María y sus hijos. Al final de la línea de sucesión estaría cualquier hijo que Guillermo pudiera tener de cualquier matrimonio posterior.
De 1690 en adelante, Guillermo estaría a menudo ausente de Inglaterra, al principio luchando contra los jacobitas en Irlanda. Mientras su marido estaba lejos, María se encargaba de gobernar el reino. En este papel, demostró ser una gobernante firme, que incluso ordenó la detención de su propio tío, Henry Hyde, 2º conde de Clarendon, por conspirar para restaurar a Jacobo II en el trono. En 1692, despidió y encarceló por cargos similares al influyente John Churchill, 1er. Conde de Marlborough; este despido disminuyó en algo su popularidad y dañó la relación con su hermana —quien estaba bajo la fuerte influencia de la esposa de Churchill, Sarah—. Ana apareció en el tribunal con Sarah, obviamente apoyando al deshonrado Churchill, lo que condujo a que María exigiera con ira que Sarah fuera despedida y desocupara sus alojamientos. Más adelante no acudiría a visitar a Ana durante el transcurso de su embarazo. Después del nacimiento del bebé la visitó, pero el tiempo que estuvieron juntas lo pasó reprendiendo a Ana por su amistad con Sarah. Las hermanas nunca se verían nuevamente.
Guillermo había aplastado a los jacobitas irlandeses en 1692, pero continuó en el exterior para emprender la guerra contra Francia en los Países Bajos. Cuando su marido estaba ausente, la reina actuaba en su propio nombre, pero siguiendo sus consejos; mientras él estaba en Inglaterra, se abstenía totalmente de interferir en asuntos políticos, como se había acordado en la Declaración de Derechos. Sin embargo participó activamente en los asuntos de la Iglesia, todos los asuntos de patrocinio eclesiástico pasaron por sus manos. María murió de viruela a los 32 años de edad en el Palacio de Kensington, el 28 de diciembre de 1694 y fue enterrada en la Abadía de Westminster. A su muerte comisionaron al compositor Henry Purcell para escribir la música funeraria, titulada «Music for the Funeral of Queen Mary». Guillermo quedó desolado por su muerte, según algunos reportes decía que «de ser el más feliz», ahora «iba a ser la criatura más miserable sobre la tierra».

## Legado
Después de la muerte de María II, Guillermo III siguió gobernando como Rey. El último hijo sobreviviente de la princesa Ana, Guillermo, Duque de Gloucester, había muerto en julio de 1700, como era claro que Guillermo III no tendría más hijos, el Parlamento pasó la Ley de Establecimiento de 1701, que decretó que después de Ana, la Corona pasaría a su pariente protestante más cercano, Sofía de Hanover, y a sus herederos protestantes. Cuando Guillermo III murió en 1702, fue sucedido por Ana y ella a su vez fue sucedida por el hijo de la difunta Sofía, Jorge I.
María dotó al College of William and Mary —institución educativa localizada en el actual Williamsburg, Virginia— que se fundó en 1693. También fundó el Hospital Real para Marineros en Greenwich, que generó la Real Escuela del Hospital.

## María como personaje del cine y la televisión
La vida de María, de su niñez a su muerte, forma parte de la serie dramática de la BBC The First Churchills (1969), en la que fue representada por la actriz Lisa Daniely. También ha sido personificada por Sarah Crowden en la película Orlando (1992), basada en la novela de Virginia Woolf; por Rebecca Front en la película England, My England (1995), la historia del compositor Henry Purcell; y por Victoria Wood en la película de ficción The League of Gentlemen's Apocalypse (2005)

## Títulos y armas

Escudo de armas de los reyes María II y Guillermo III. En este escudo figuran como elementos centrales las armas inglesas, escocesas e irlandesas, con la disposición característica de la Casa de Estuardo.

### Títulos
- Su Alteza Lady María - 30 de abril de 1662-13 de febrero de 1689.[30]
- Su Alteza la Princesa de Orange - 4 de noviembre de 1677-13 de febrero de 1689.
- Su Majestad la Reina - 13 de febrero de 1689-28 de diciembre de 1694.

Los títulos de Guillermo III y María II cuando ascendieron al trono fueron «Guillermo y María, por la Gracia de Dios, Rey y Reina de Inglaterra, Francia e Irlanda, Defensores de la Fe, etc.». —La reclamación al trono de Francia era solo nominal y había sido afirmada por cada rey de Inglaterra desde Eduardo III, independientemente de la cantidad de territorio francés controlado en realidad—. Desde el 11 de abril de 1689 —cuando los Estados de Escocia los reconocieron como soberanos— la pareja real usó el título «Guillermo y María, por la Gracia de Dios, Rey y Reina de Inglaterra, Escocia, Francia e Irlanda, Defensores de la Fe, etc.».

### Armas
María II continuó utilizando como propias las armas de sus antecesores inmediatos: Un cuartelado, en el I y IV cuarteles, en campo de azur, tres flores de lis de oro (en honor a Francia) y en campo de gules, tres leones echados en oro pálido (en honor a Inglaterra); en el II cuartel, en campo de oro, un león rampante orlado de flores en gules (por Escocia) y en el cuartel III, en campo de azur, un arpa de oro con cuerdas argén o plata (por Irlanda). Guillermo incorporó a los cuarteles anteriores un escusón situado sobre el todo en campo de azur salpicado de oro, un león rampante en oro por las armas de su linaje (Orange-Nassau). En vida de la reina María II se combinaron en un escudo partido con las de su esposo, apareciendo repetidos los blasones francés, inglés, escocés e irlandés.

## Ancestros
| \| \| \| \| \| \| \| \| \| \| \| \| \| \| \| \| \| \| \| \| 16. Enrique Estuardo, Lord Darnley \| \| \| \| \| \| \| \| \| \| \| \| \| \| \| \| \| \| \| \| \| \| \| \| \| \| \| \| \| \| \| \| \| \| \| \| \| \| \| \| \| \| \| \| \| \| \| \| \| \| \| \| \| \| 8. Jacobo I de Inglaterra \| \| \| \| \| \| \| \| \| \| \| \| \| \| \| \| \| \| \| \| \| \| \| \| \| \| \| \| \| \| \| \| \| \| \| \| \| \| \| \| \| \| \| \| \| \| \| \| \| \| \| \| \| \| 17. María I de Escocia \| \| \| \| \| \| \| \| \| \| \| \| \| \| \| \| \| \| \| \| \| \| \| \| \| \| \| \| \| \| \| \| \| \| \| \| \| \| \| \| \| \| \| \| \| \| \| \| \| \| \| \| \| \| 4. Carlos I de Inglaterra \| \| \| \| \| \| \| \| \| \| \| \| \| \| \| \| \| \| \| \| \| \| \| \| \| \| \| \| \| \| \| \| \| \| \| \| \| \| \| \| \| \| \| \| \| \| \| \| \| \| \| \| \| \| 18. Federico II de Dinamarca \| \| \| \| \| \| \| \| \| \| \| \| \| \| \| \| \| \| \| \| \| \| \| \| \| \| \| \| \| \| \| \| \| \| \| \| \| \| \| \| \| \| \| \| \| \| \| \| \| \| \| \| \| \| 9. Ana de Dinamarca \| \| \| \| \| \| \| \| \| \| \| \| \| \| \| \| \| \| \| \| \| \| \| \| \| \| \| \| \| \| \| \| \| \| \| \| \| \| \| \| \| \| \| \| \| \| \| \| \| \| \| \| \| \| 19. Sofía de Mecklemburgo-Güstrow \| \| \| \| \| \| \| \| \| \| \| \| \| \| \| \| \| \| \| \| \| \| \| \| \| \| \| \| \| \| \| \| \| \| \| \| \| \| \| \| \| \| \| \| \| \| \| \| \| \| \| \| \| \| 2. Jacobo II de Inglaterra \| \| \| \| \| \| \| \| \| \| \| \| \| \| \| \| \| \| \| \| \| \| \| \| \| \| \| \| \| \| \| \| \| \| \| \| \| \| \| \| \| \| \| \| \| \| \| \| \| \| \| \| \| \| 20. Antonio de Borbón \| \| \| \| \| \| \| \| \| \| \| \| \| \| \| \| \| \| \| \| \| \| \| \| \| \| \| \| \| \| \| \| \| \| \| \| \| \| \| \| \| \| \| \| \| \| \| \| \| \| \| \| \| \| 10. Enrique IV de Francia \| \| \| \| \| \| \| \| \| \| \| \| \| \| \| \| \| \| \| \| \| \| \| \| \| \| \| \| \| \| \| \| \| \| \| \| \| \| \| \| \| \| \| \| \| \| \| \| \| \| \| \| \| \| 21. Juana III de Navarra \| \| \| \| \| \| \| \| \| \| \| \| \| \| \| \| \| \| \| \| \| \| \| \| \| \| \| \| \| \| \| \| \| \| \| \| \| \| \| \| \| \| \| \| \| \| \| \| \| \| \| \| \| \| 5. Enriqueta María de Francia \| \| \| \| \| \| \| \| \| \| \| \| \| \| \| \| \| \| \| \| \| \| \| \| \| \| \| \| \| \| \| \| \| \| \| \| \| \| \| \| \| \| \| \| \| \| \| \| \| \| \| \| \| \| 22. Francisco I de Médici \| \| \| \| \| \| \| \| \| \| \| \| \| \| \| \| \| \| \| \| \| \| \| \| \| \| \| \| \| \| \| \| \| \| \| \| \| \| \| \| \| \| \| \| \| \| \| \| \| \| \| \| \| \| 11. María de Médici \| \| \| \| \| \| \| \| \| \| \| \| \| \| \| \| \| \| \| \| \| \| \| \| \| \| \| \| \| \| \| \| \| \| \| \| \| \| \| \| \| \| \| \| \| \| \| \| \| \| \| \| \| \| 23. Juana de Habsburgo-Jagellón \| \| \| \| \| \| \| \| \| \| \| \| \| \| \| \| \| \| \| \| \| \| \| \| \| \| \| \| \| \| \| \| \| \| \| \| \| \| \| \| \| \| \| \| \| \| \| \| \| \| \| \| \| \| 1. María II de Inglaterra \| \| \| \| \| \| \| \| \| \| \| \| \| \| \| \| \| \| \| \| \| \| \| \| \| \| \| \| \| \| \| \| \| \| \| \| \| \| \| \| \| \| \| \| \| \| \| \| \| \| \| \| \| \| 24. Lawrence Hyde \| \| \| \| \| \| \| \| \| \| \| \| \| \| \| \| \| \| \| \| \| \| \| \| \| \| \| \| \| \| \| \| \| \| \| \| \| \| \| \| \| \| \| \| \| \| \| \| \| \| \| \| \| \| 12. Henry Hyde (m. 1634) \| \| \| \| \| \| \| \| \| \| \| \| \| \| \| \| \| \| \| \| \| \| \| \| \| \| \| \| \| \| \| \| \| \| \| \| \| \| \| \| \| \| \| \| \| \| \| \| \| \| \| \| \| \| 25. Anne Sibell \| \| \| \| \| \| \| \| \| \| \| \| \| \| \| \| \| \| \| \| \| \| \| \| \| \| \| \| \| \| \| \| \| \| \| \| \| \| \| \| \| \| \| \| \| \| \| \| \| \| \| \| \| \| 6. Edward Hyde, primer conde de Clarendon \| \| \| \| \| \| \| \| \| \| \| \| \| \| \| \| \| \| \| \| \| \| \| \| \| \| \| \| \| \| \| \| \| \| \| \| \| \| \| \| \| \| \| \| \| \| \| \| \| \| \| \| \| \| 26. Edward Langford \| \| \| \| \| \| \| \| \| \| \| \| \| \| \| \| \| \| \| \| \| \| \| \| \| \| \| \| \| \| \| \| \| \| \| \| \| \| \| \| \| \| \| \| \| \| \| \| \| \| \| \| \| \| 13. Mary Langford \| \| \| \| \| \| \| \| \| \| \| \| \| \| \| \| \| \| \| \| \| \| \| \| \| \| \| \| \| \| \| \| \| \| \| \| \| \| \| \| \| \| \| \| \| \| \| \| \| \| \| \| \| \| 27. Mary Hyde \| \| \| \| \| \| \| \| \| \| \| \| \| \| \| \| \| \| \| \| \| \| \| \| \| \| \| \| \| \| \| \| \| \| \| \| \| \| \| \| \| \| \| \| \| \| \| \| \| \| \| \| \| \| 3. Ana Hyde \| \| \| \| \| \| \| \| \| \| \| \| \| \| \| \| \| \| \| \| \| \| \| \| \| \| \| \| \| \| \| \| \| \| \| \| \| \| \| \| \| \| \| \| \| \| \| \| \| \| \| \| \| \| 28. William Aylesbury \| \| \| \| \| \| \| \| \| \| \| \| \| \| \| \| \| \| \| \| \| \| \| \| \| \| \| \| \| \| \| \| \| \| \| \| \| \| \| \| \| \| \| \| \| \| \| \| \| \| \| \| \| \| 14. Thomas Aylesbury \| \| \| \| \| \| \| \| \| \| \| \| \| \| \| \| \| \| \| \| \| \| \| \| \| \| \| \| \| \| \| \| \| \| \| \| \| \| \| \| \| \| \| \| \| \| \| \| \| \| \| \| \| \| 29. Anne Poole \| \| \| \| \| \| \| \| \| \| \| \| \| \| \| \| \| \| \| \| \| \| \| \| \| \| \| \| \| \| \| \| \| \| \| \| \| \| \| \| \| \| \| \| \| \| \| \| \| \| \| \| \| \| 7. Frances Hyde \| \| \| \| \| \| \| \| \| \| \| \| \| \| \| \| \| \| \| \| \| \| \| \| \| \| \| \| \| \| \| \| \| \| \| \| \| \| \| \| \| \| \| \| \| \| \| \| \| \| \| \| \| \| 30. Francis Denman \| \| \| \| \| \| \| \| \| \| \| \| \| \| \| \| \| \| \| \| \| \| \| \| \| \| \| \| \| \| \| \| \| \| \| \| \| \| \| \| \| \| \| \| \| \| \| \| \| \| \| \| \| \| 15. Anne Denman \| \| \| \| \| \| \| \| \| \| \| \| \| \| \| \| \| \| \| \| \| \| \| \| \| \| \| \| \| \| \| \| \| \| \| \| \| \| \| \| \| \| \| \| \| \| \| \| \| \| \| \| \| \| 31. Anne Blount \| \| \| \| \| \| \| \| \| \| \| \| \| \| \| \| \| \| \| \| \| \| \| \| \| \| \| \| \| \| \| \| \| \| \| \| \| \| \| \| \| \| \| \| \| \| \| \| \| \| \| \| |                                           |  |  |  |  |  |  |  |  |  |  |  |  |  |  |  |
| |                                           |  |  |  |  |  |  |  |  |  |  |  |  |  |  |  |
| | 16. Enrique Estuardo, Lord Darnley        |  |  |  |  |  |  |  |  |  |  |  |  |  |  |  |
| |                                           |  |  |  |  |  |  |  |  |  |  |  |  |  |  |  |
| |                                           |  |  |  |  |  |  |  |  |  |  |  |  |  |  |  |
| | 8. Jacobo I de Inglaterra                 |  |  |  |  |  |  |  |  |  |  |  |  |  |  |  |
| |                                           |  |  |  |  |  |  |  |  |  |  |  |  |  |  |  |
| |                                           |  |  |  |  |  |  |  |  |  |  |  |  |  |  |  |
| | 17. María I de Escocia                    |  |  |  |  |  |  |  |  |  |  |  |  |  |  |  |
| |                                           |  |  |  |  |  |  |  |  |  |  |  |  |  |  |  |
| |                                           |  |  |  |  |  |  |  |  |  |  |  |  |  |  |  |
| | 4. Carlos I de Inglaterra                 |  |  |  |  |  |  |  |  |  |  |  |  |  |  |  |
| |                                           |  |  |  |  |  |  |  |  |  |  |  |  |  |  |  |
| |                                           |  |  |  |  |  |  |  |  |  |  |  |  |  |  |  |
| | 18. Federico II de Dinamarca              |  |  |  |  |  |  |  |  |  |  |  |  |  |  |  |
| |                                           |  |  |  |  |  |  |  |  |  |  |  |  |  |  |  |
| |                                           |  |  |  |  |  |  |  |  |  |  |  |  |  |  |  |
| | 9. Ana de Dinamarca                       |  |  |  |  |  |  |  |  |  |  |  |  |  |  |  |
| |                                           |  |  |  |  |  |  |  |  |  |  |  |  |  |  |  |
| |                                           |  |  |  |  |  |  |  |  |  |  |  |  |  |  |  |
| | 19. Sofía de Mecklemburgo-Güstrow         |  |  |  |  |  |  |  |  |  |  |  |  |  |  |  |
| |                                           |  |  |  |  |  |  |  |  |  |  |  |  |  |  |  |
| |                                           |  |  |  |  |  |  |  |  |  |  |  |  |  |  |  |
| | 2. Jacobo II de Inglaterra                |  |  |  |  |  |  |  |  |  |  |  |  |  |  |  |
| |                                           |  |  |  |  |  |  |  |  |  |  |  |  |  |  |  |
| |                                           |  |  |  |  |  |  |  |  |  |  |  |  |  |  |  |
| | 20. Antonio de Borbón                     |  |  |  |  |  |  |  |  |  |  |  |  |  |  |  |
| |                                           |  |  |  |  |  |  |  |  |  |  |  |  |  |  |  |
| |                                           |  |  |  |  |  |  |  |  |  |  |  |  |  |  |  |
| | 10. Enrique IV de Francia                 |  |  |  |  |  |  |  |  |  |  |  |  |  |  |  |
| |                                           |  |  |  |  |  |  |  |  |  |  |  |  |  |  |  |
| |                                           |  |  |  |  |  |  |  |  |  |  |  |  |  |  |  |
| | 21. Juana III de Navarra                  |  |  |  |  |  |  |  |  |  |  |  |  |  |  |  |
| |                                           |  |  |  |  |  |  |  |  |  |  |  |  |  |  |  |
| |                                           |  |  |  |  |  |  |  |  |  |  |  |  |  |  |  |
| | 5. Enriqueta María de Francia             |  |  |  |  |  |  |  |  |  |  |  |  |  |  |  |
| |                                           |  |  |  |  |  |  |  |  |  |  |  |  |  |  |  |
| |                                           |  |  |  |  |  |  |  |  |  |  |  |  |  |  |  |
| | 22. Francisco I de Médici                 |  |  |  |  |  |  |  |  |  |  |  |  |  |  |  |
| |                                           |  |  |  |  |  |  |  |  |  |  |  |  |  |  |  |
| |                                           |  |  |  |  |  |  |  |  |  |  |  |  |  |  |  |
| | 11. María de Médici                       |  |  |  |  |  |  |  |  |  |  |  |  |  |  |  |
| |                                           |  |  |  |  |  |  |  |  |  |  |  |  |  |  |  |
| |                                           |  |  |  |  |  |  |  |  |  |  |  |  |  |  |  |
| | 23. Juana de Habsburgo-Jagellón           |  |  |  |  |  |  |  |  |  |  |  |  |  |  |  |
| |                                           |  |  |  |  |  |  |  |  |  |  |  |  |  |  |  |
| |                                           |  |  |  |  |  |  |  |  |  |  |  |  |  |  |  |
| | 1. María II de Inglaterra                 |  |  |  |  |  |  |  |  |  |  |  |  |  |  |  |
| |                                           |  |  |  |  |  |  |  |  |  |  |  |  |  |  |  |
| |                                           |  |  |  |  |  |  |  |  |  |  |  |  |  |  |  |
| | 24. Lawrence Hyde                         |  |  |  |  |  |  |  |  |  |  |  |  |  |  |  |
| |                                           |  |  |  |  |  |  |  |  |  |  |  |  |  |  |  |
| |                                           |  |  |  |  |  |  |  |  |  |  |  |  |  |  |  |
| | 12. Henry Hyde (m. 1634)                  |  |  |  |  |  |  |  |  |  |  |  |  |  |  |  |
| |                                           |  |  |  |  |  |  |  |  |  |  |  |  |  |  |  |
| |                                           |  |  |  |  |  |  |  |  |  |  |  |  |  |  |  |
| | 25. Anne Sibell                           |  |  |  |  |  |  |  |  |  |  |  |  |  |  |  |
| |                                           |  |  |  |  |  |  |  |  |  |  |  |  |  |  |  |
| |                                           |  |  |  |  |  |  |  |  |  |  |  |  |  |  |  |
| | 6. Edward Hyde, primer conde de Clarendon |  |  |  |  |  |  |  |  |  |  |  |  |  |  |  |
| |                                           |  |  |  |  |  |  |  |  |  |  |  |  |  |  |  |
| |                                           |  |  |  |  |  |  |  |  |  |  |  |  |  |  |  |
| | 26. Edward Langford                       |  |  |  |  |  |  |  |  |  |  |  |  |  |  |  |
| |                                           |  |  |  |  |  |  |  |  |  |  |  |  |  |  |  |
| |                                           |  |  |  |  |  |  |  |  |  |  |  |  |  |  |  |
| | 13. Mary Langford                         |  |  |  |  |  |  |  |  |  |  |  |  |  |  |  |
| |                                           |  |  |  |  |  |  |  |  |  |  |  |  |  |  |  |
| |                                           |  |  |  |  |  |  |  |  |  |  |  |  |  |  |  |
| | 27. Mary Hyde                             |  |  |  |  |  |  |  |  |  |  |  |  |  |  |  |
| |                                           |  |  |  |  |  |  |  |  |  |  |  |  |  |  |  |
| |                                           |  |  |  |  |  |  |  |  |  |  |  |  |  |  |  |
| | 3. Ana Hyde                               |  |  |  |  |  |  |  |  |  |  |  |  |  |  |  |
| |                                           |  |  |  |  |  |  |  |  |  |  |  |  |  |  |  |
| |                                           |  |  |  |  |  |  |  |  |  |  |  |  |  |  |  |
| | 28. William Aylesbury                     |  |  |  |  |  |  |  |  |  |  |  |  |  |  |  |
| |                                           |  |  |  |  |  |  |  |  |  |  |  |  |  |  |  |
| |                                           |  |  |  |  |  |  |  |  |  |  |  |  |  |  |  |
| | 14. Thomas Aylesbury                      |  |  |  |  |  |  |  |  |  |  |  |  |  |  |  |
| |                                           |  |  |  |  |  |  |  |  |  |  |  |  |  |  |  |
| |                                           |  |  |  |  |  |  |  |  |  |  |  |  |  |  |  |
| | 29. Anne Poole                            |  |  |  |  |  |  |  |  |  |  |  |  |  |  |  |
| |                                           |  |  |  |  |  |  |  |  |  |  |  |  |  |  |  |
| |                                           |  |  |  |  |  |  |  |  |  |  |  |  |  |  |  |
| | 7. Frances Hyde                           |  |  |  |  |  |  |  |  |  |  |  |  |  |  |  |
| |                                           |  |  |  |  |  |  |  |  |  |  |  |  |  |  |  |
| |                                           |  |  |  |  |  |  |  |  |  |  |  |  |  |  |  |
| | 30. Francis Denman                        |  |  |  |  |  |  |  |  |  |  |  |  |  |  |  |
| |                                           |  |  |  |  |  |  |  |  |  |  |  |  |  |  |  |
| |                                           |  |  |  |  |  |  |  |  |  |  |  |  |  |  |  |
| | 15. Anne Denman                           |  |  |  |  |  |  |  |  |  |  |  |  |  |  |  |
| |                                           |  |  |  |  |  |  |  |  |  |  |  |  |  |  |  |
| |                                           |  |  |  |  |  |  |  |  |  |  |  |  |  |  |  |
| | 31. Anne Blount                           |  |  |  |  |  |  |  |  |  |  |  |  |  |  |  |
| |                                           |  |  |  |  |  |  |  |  |  |  |  |  |  |  |  |
| |                                           |  |  |  |  |  |  |  |  |  |  |  |  |  |  |  |

| Predecesor: Jacobo II | Reina de Inglaterra, Irlanda y Escocia (con Guillermo III) 1689 – 1694 | Sucesor: Guillermo III |